# 逼叫性无将
逼叫性无将是桥牌的一种约定叫。
在美国标准叫牌体系中，1♥或1♠开叫后应叫1NT表示6到9大牌点并且不逼叫，意即开叫者如果是低限的均型牌，会pass这个1NT应叫，并且，如果对方也pass，那将成为定约。但如果是在二蓋一進局的系統裡面，如果開叫人對面的同伴在還沒有PASS過的情況下做出了1NT的回答，這是迫叫一圈的，稱為迫叫性無王。這個叫品表示以下幾項含意
- 5到12牌點（允許拿單張A加叫）
- 不符合簡單加叫（三張王牌，6到9牌點）的條件
- 在开叫1红心的时候否定持有四张黑桃

因為在二蓋一系統內，如果二線答叫必須要擁有12個牌點（此處應視手上完整力量和牌型評估，如果很肯定有一局，持10或11點也可以直跳二線，也有可能13點先叫出1NT），所以必須利用答叫迫叫性1無王使開叫方能繼續叫牌。
這個特約的使用時機很常被記錯，有兩個要注意的點：
- 只有在一線高花開叫時，1NT才迫叫一圈。如果開叫一線低花，那答叫1NT是不迫叫的。
- 如果答叫人先PASS過，在開叫人叫牌後才答叫1NT的話，這個1NT也是不迫叫的。

## 开叫人的再叫
开叫人被逼叫：
- 2阶原高花表示六张牌組且持有12~15牌點、3階原高花表示六張且持有16~19牌點、4階原高花表示七張或更多而不在乎點力
  - 當開叫人持有七張高花時，如果他是下限點力，那敵方可能其實有跟自己這邊差不多、甚至是更多的點力，如果四線高花合約打不成，代表敵方手上很可能是有個其他花色的成局合約可以打的；如果是中間等級的力量，即使答叫人是下限力量，靠著如此長的王牌，四線合約成功率還是不錯的；而如果沒有好到可以2♣強開叫，一般來說滿貫機率不高（答叫人做出這種答叫時，大概是沒有辦法貢獻三個贏磴的），可以直接停在成局合約。
- 2阶低花表示第二套（也许比较短，参见下面）
- 2NT为自然叫，表示平均牌型且有邀请點力（大约16~18牌點）
- 3阶新花（跳叫新花色）是自然叫，一般逼叫进局，并且表示19点或更多
- 3NT表示原本高花是六張的堅強牌組，點力和喊出2NT時類似，答叫人應視手上情況PASS或者叫回4階原高花

当开叫者既没有原花色六张，又没有第二個四張牌組，那他持有的大概是一個5332的牌型。一般来说，開叫人若是有16以上的牌點就會回答2NT，不到這個力量的話則會從兩個三張的花色裡面挑比較低的花色來回答。
唯一例外：如果开叫者恰好持有四张黑桃，五张红心，两张方塊和两张梅花，于是开叫了1H。如果他得到了這個迫叫性1NT的回答且持有高限點力（所需的最低點力跟回答2NT基本相同，因為答叫人基本上已經否定四張黑桃，所以很可能會打2NT或3NT），他就叫出2S；如果手上是開叫低限，這裡就只能叫2C（一个两张套！）。

## 应叫人的再叫
应叫人将她的牌力划分为“低限”(6-9 HCP)或是“邀请”(10-12 HCP)。
应叫者低限的再叫有：
- 2阶开叫人的原高花(表示两张配合)
- 2阶新花色(表示五张或更长的套；但通常认为是六张或更长的套)
- pass否认上述两种情形

应叫者邀请牌力的再叫有:
- 3阶开叫人的原高花(表示三张配合的限制性加叫，通常表示10-11個點的邀請力量，像是美國黃卡制裡的1♠️-3♠️)
- 3阶新花色(表示六张或更长的套)
- 2NT (自然叫，表示平均牌邀請點)

—因為原本美國黃卡制的1高花-2NT被拿來作為4張高花成局支持，所以先從1N迫叫叫出來
- 3阶开叫人的第二花色(表示至少四张配合)

—保護叫：因為開叫1高花——再叫2線新花的人可能會有12-17個點，如果答叫方持8個點和第二花色配合時沒有答叫會失去叫3無王的機會，所以要抬高一線合約。
- 在第一花色为红心时，可以使用反常2♠(见下文)

## 以后的叫牌
当应叫人再叫2阶新花色的时候，开叫人如果持有低限牌力且有两张或更多张套配合，应该pass；如果在应交人的花色有单缺，她就应该叫她原来的高花。应叫人有两张配合的话可能会pass，或者更正到3阶开叫人的第二花色或她自己好的六张(或更长)的套。这样，双方一般就至少保证有7张配合了。
而在应叫人再叫时邀叫之后，开叫人如果是低限牌就可以pass (或在不到局的定约止叫)，若是有额外的点力可以叫到局。

## 保護叫
開叫方持：
♠️ AK762
♥️ KJ4
♦️ AQT2
♣️ 10
答叫方持：
♠️ Q4
♥️ 987
♦️ K954
♣️ A953
以結果論而言，在方塊不要壞分配的情況下，這是一牌在黑桃3-3或是紅心A對位就可以成約的3無王（但是在梅花首攻下會打的很辛苦），成約機率大約百分之60左右，叫牌過程應該就會是：
開叫方 答叫方
1♠️————1NT!
2♦️————3♦️
3NT

## 不寻常2黑桃
1H-1N
2C-2S!
答叫方在第一次答叫已經否認有四張黑桃（否則他會叫1S）所以這個叫牌是表示其他意思。
通常來說會是跟莊家再叫第二門低花牌組的好配合，對於成局的意願較為強烈。